# Edward Woodward
Pour les articles homonymes, voir Woodward.
Edward Woodward, né le 1er juin 1930 à Croydon (banlieue sud de Londres) et mort le 16 novembre 2009 à Truro (Cornouailles), est un acteur et chanteur britannique. Il est principalement connu pour son rôle principal dans le film culte britannique The Wicker Man et dans la série télévisée américaine Equalizer.
Il est le père de l'acteur Peter Woodward (en) (2267, ultime croisade).

## Filmographie

### Cinéma
- 1955 : Where There's a Will (en) de Vernon Sewell : Ralph Stokes
- 1969 : Le Gang de l'oiseau d'or (The File of the Golden Goose) de Sam Wanamaker : Arthur Thompson
- 1972 : Suceurs de sang (Vampire Sacrifice) : Dr Holstrom
- 1972 : Les Griffes du lion (Young Winston) : Capitaine Aylmer Haldane
- 1972 : La Cible hurlante (Sitting Target) : Inspecteur Milton
- 1973 : The Wicker Man de Robin Hardy : sergent Neil Howie
- 1974 : Callan : David Callan
- 1975 : Three for All : Roadsweeper
- 1977 : Stand Up, Virgin Soldiers (en) de Norman Cohen (en) : Sgt. Wellbeloved
- 1980 : Héros ou Salopards (Breaker' Morant) : Lt. Harry Morant
- 1981 : The Appointment de Lindsey C. Vickers : Ian
- 1982 : Commando (Who Dares Wins) : Commander Powell
- 1984 : Champions : Josh Gifford
- 1985 : Le roi David (King David) : Saul
- 1990 : Mister Johnson : Sargy Gollup
- 1992 : Aladdin : Le sultan (Voix)
- 1994 : Deadly Advice (en) : Maj. Herbert Armstrong
- 1997 : The House of Angelo : Dominic Angelo
- 1999 : Marcie's Dowry : Gus Wise
- 2002 : The Abduction Club : Lord Fermoy
- 2007 : Hot Fuzz : Tom Weaver
- 2009 : A Congregation of Ghosts : Reverend Densham

### Télévision
- 1959 et 1967 : Armchair Mystery Theatre (série télévisée) : Anstey / Paul Danek
- 1960 : Inside Story (série télévisée) : Stanislaw Krasinski
- 1961 : You Can't Win (série télévisée) : Paul Heyward
- 1962 : Sir Francis Drake (série télévisée) : Un capitaine espagnol
- 1964 : Les Accusés (The Defenders) (série télévisée) : H.T. Harris
- 1965 : The Troubleshooters (série télévisée) : Ron Smith
- 1967 : Le Saint (série télévisée) : Jack  Liskard
- 1967 : Alias le Baron (The Baron) (série télévisée) : Arkin Morley
- 1967-1972 : Callan (série télévisée) : David Callan
- 1968 : Sherlock Holmes (série télévisée) : Mason
- 1968-1969 : Détective (série télévisée) : Auguste Duprin / Commissaire Bignon
- 1968 et 1980 : ITV Playhouse (série télévisée) : Ed
- 1971 : Play for Today (série télévisée) : L'homme
- 1975 : Armchair Cinema (série télévisée) : Philip Warne
- 1977-1978 : 1990 (série télévisée) : Jim Kyle
- 1978 : Saturday, Sunday, Monday (Téléfilm) : Luigi
- 1980 : Nice Work (série télévisée) : Edwin Thornfield
- 1981 : Sunday Night Thriller (série télévisée) : Alex Logan
- 1981 : Chronicle (série télévisée) : Le narrateur
- 1981 : Wet Job (série télévisée) : David Callan
- 1983 : Les Évadés du triangle d'or (Love Is Forever) (Téléfilm) : Derek McBracken
- 1984 : Killer Contract (Téléfilm) : Bill Routledge
- 1985 : L'épée du sorcier (Arthur the King) (Téléfilm) : Merlin
- 1985-1989 : Equalizer (série télévisée) : Robert McCall
- 1987 : Uncle Tom's Cabin (Téléfilm) : Simon Legree
- 1988 : Alfred Hitchcock présente (série télévisée) : Drummond
- 1988 : Memories of Manon (Téléfilm) : Robert McCall
- 1988 : Codename: Kyril (Téléfilm): Michael Royston
- 1989 : L'Homme au complet marron (Téléfilm) : Sir Eustace Pedler
- 1990 : La Main de l'assassin (Hands of a Murderer) (Téléfilm) : Sherlock Holmes
- 1990-1991 : Pas de faire-part pour Max (Over My Dead Body) (série télévisée) : Maxwell Beckett
- 1991-1996 : In Suspicious Circumstances (série télévisée) : Le conteur
- 1993 : Christmas Reunion (Téléfilm) : Colonel Phillips
- 1994-1997 : Common As Muck (série télévisée) : Nev
- 1995 : Fausse piste (The Shamrock Conspiracy) (Téléfilm) : Edward Harrison
- 1996 : Les Voyages de Gulliver (Gulliver's Travels) (mini-série) : Drunlo
- 1999 : 2267, ultime croisade (Crusade) (série télévisée) : Alwyn
- 1999 : Les Nouveaux Professionnels (CI5: The New Professionnals) (série télévisée) : Harry Malone
- 2001 : La Femme Nikita (série télévisée) : Mr. Jones
- 2001 : Le Monde des ténèbres (en) (Dark Realm) (série télévisée) : Capitaine Kelly
- 2001 : Résurrection (Messiah) (série télévisée) : Rev. Stephen Hedges
- 2002 : Night Flight (Téléfilm) : Vic Green
- 2004 : Ash et Scribbs (série télévisée) : Reg Thornton
- 2005 : Where the Heart Is (série télévisée) : Jack Bishop
- 2007 : Cinq jours (Five Days) (série télévisée) : Victor Marsham
- 2008 : The Bill (série télévisée) : Johnnie Jackson
- 2009 : EastEnders (série télévisée) : Tommy

### Voix Françaises
- Jean-Claude Michel (*1925 - 1999) dans :
  - Equalizer (série télévisée)
  - Les Nouveaux Professionnels (série télévisée)
  - La Main de l'assassin
  - Pas de faire-part pour Max
  - Les Voyages de Gulliver

Mais aussi :
- Dominique Paturel (*1931 - 2022) dans Le Gang de l'oiseau d'or
- Michel Bardinet (*1931 - 2005) dans Commando
- Yves Barsacq (*1931 - 2015) dans Hot Fuzz